# Schluchter Heide

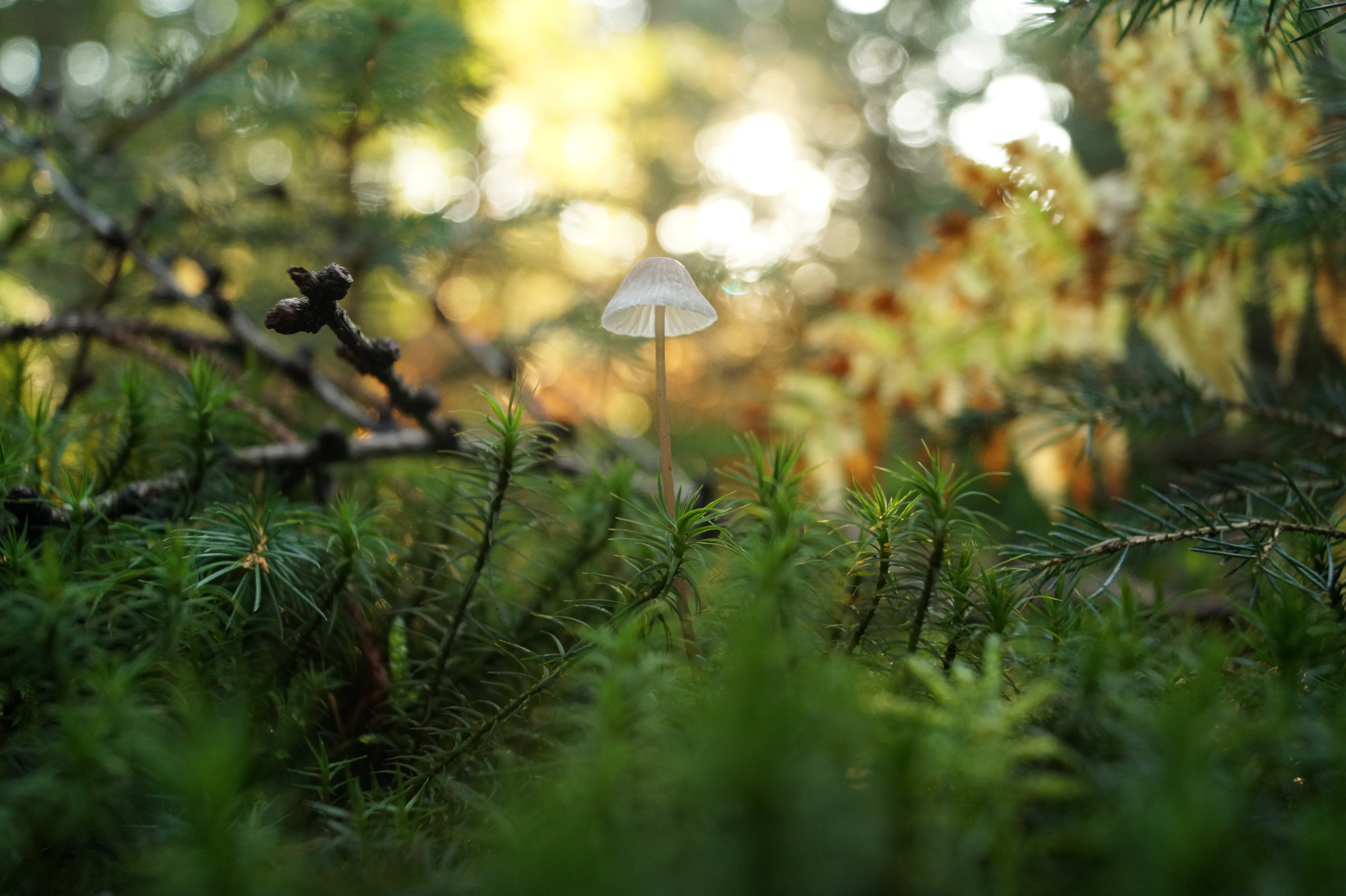
Schluchter Heide – Pilz und Moos

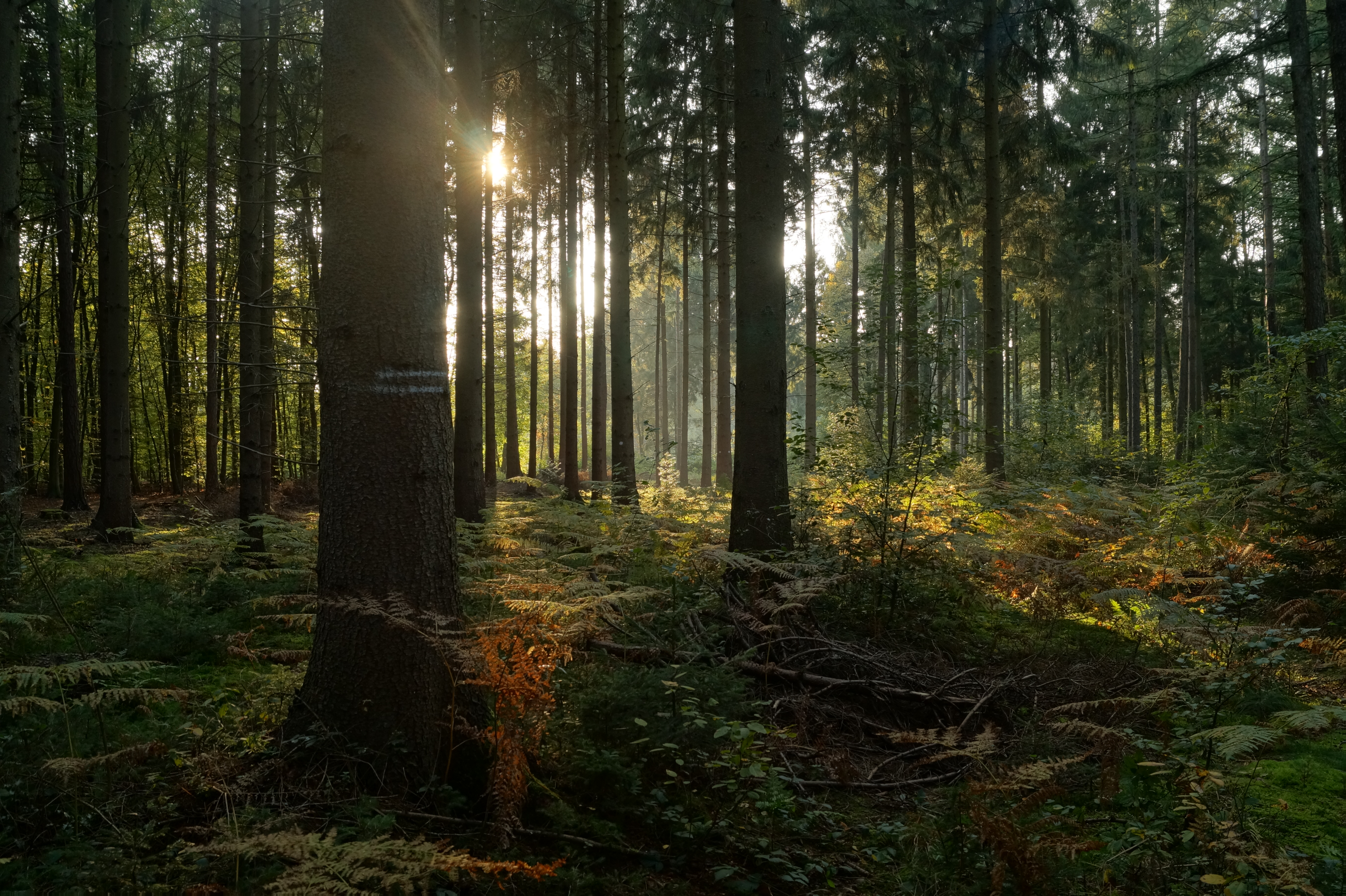
Schluchter Heide – Kiefernforst

Die Schluchter Heide ist ein Teil der Bergischen Heideterrasse. Dabei handelt es sich um ein großes überwiegend noch bewaldetes Gebiet zwischen Köln-Dellbrück und den Bergisch Gladbacher Stadtteilen Gronau und Refrath. Auch die Reste des Frankenforsts und der Strunde-Aue im Naturschutzgebiet Kradepohlsmühle sowie der Grünlandkomplex In der Hardt auf Kölner Seite werden zu diesem Raum gezählt.
Eine Teilfläche von 189 ha ist als Naturschutzgebiet Gierather Wald ausgewiesen.